# Москва-ноль
«Москва ноль» (англ. Moscow Zero) — художественный фильм Марии Лидон (María Lidón) по сценарию Адели Ибаньес, снятый в 2006 году.

## Сюжет
В Москву приезжает профессор Оуэн, который собирается найти своего друга — археолога Сергея, пропавшего при поисках подземного монастыря под Москвой. Оуэн спускается в московскую подземку, где бомж Толстой обещает дать проводника до реки, за которой живут демоны. Там же, как считают, находится вход в ад.
Проводником оказывается девушка Люба, которая доводит Оуэна и его спутников до реки, после чего пути расходятся. Оуэну удаётся найти Сергея, но в это время Любу похищают демоны. Однако в действительности демонами оказываются потомки детей, которых монахиня Наталья в 1920 году спрятала в подземном монастыре от новой власти.

## В ролях
| Актёр             | Роль        |
| ----------------- | ----------- |
| Вэл Килмер        | Андрей      |
| Винсент Галло     | Оуэн        |
| Сейдж Сталлоне    | Василий     |
| Жоаким ди Алмейда | Юрий        |
| Раде Шербеджия    | Сергей      |
| Джосс Экланд      | Толстой     |
| Алекс О'Доэрти    | Павел       |
| Хулио Перильян    | Алек Миллер |
| Оксана Акиньшина  | Люба        |
| Роман Карпухин    | Кисель      |

## Съёмочная группа
- Режиссёр: Мария Лидон (María Lidón)
- Оператор: Рикардо Аронович (Ricardo Aronovich)
- Сценарий: Аделя Ибаньес